# Суэйн (округ)
Округ Суэйн (англ. Swain County) располагается в штате Северная Каролина в Соединённых Штатах Америки. Административным центром (столицей) округа является город Брайсон-Сити.
По состоянию на 2010 год, численность населения составляла 13 981 человек.

## История
Округ Суэйн был официально образован в 1871 году и был назван в честь Дэвида Л. Суэйна. 

## География
По данным Бюро переписи США, общая площадь округа равняется 1401,191 км2, из которых 1367,521 км2 занимет суша и 33,670 км2 или 2,32% приходится на водную поверхность.

## Население
По данным переписи населения 2000 года в округе проживает 12 968 жителей в составе 5 137 домашних хозяйств и 3 631 семей. Плотность населения составляет 9,00 человек на км2. На территории округа насчитывается 7 105 жилых строений, при плотности застройки около 5,00-ти строений на км2. Расовый состав населения: белые — 66,33 %, афроамериканцы — 1,70 %, коренные американцы (индейцы) — 29,03 %, азиаты — 0,15 %, гавайцы — 0,01 %, представители других рас — 0,49 %, представители двух или более рас — 2,28 %. Испаноязычные составляли 1,47 % населения независимо от расы.
В составе 30,00 % из общего числа домашних хозяйств проживают дети в возрасте до 18 лет, 52,30 % домашних хозяйств представляют собой супружеские пары проживающие вместе, 13,90 % домашних хозяйств представляют собой одиноких женщин без супруга, 29,30 % домашних хозяйств не имеют отношения к семьям, 25,80 % домашних хозяйств состоят из одного человека, 11,10 % домашних хозяйств состоят из престарелых (65 лет и старше), проживающих в одиночестве. Средний размер домашнего хозяйства составляет 2,44 человека, и средний размер семьи 2,91 человека.
Возрастной состав округа: 24,30 % моложе 18 лет, 8,30 % от 18 до 24, 26,70 % от 25 до 44, 25,40 % от 45 до 64 и 25,40 % от 65 и старше. Средний возраст жителя округа 39 лет. На каждые 100 женщин приходится 94,60 мужчин. На каждые 100 женщин старше 18 лет приходится 91,20 мужчин.
Средний доход на домохозяйство в округе составлял 28 608 USD, на семью — 33 786 USD. Среднестатистический заработок мужчины был 26 570 SD против 20 722 USD для женщины. Доход на душу населения составлял 14 647 USD. Около 13,30 % семей и 18,30 % общего населения находились ниже черты бедности, в том числе — 25,60 % молодежи (тех, кому ещё не исполнилось 18 лет) и 19,10 % тех, кому было уже больше 65 лет.